# أوليفييه بير
أوليفييه بير هو دراج سويسري، ولد في 18 أكتوبر 1990 في لوزان في سويسرا.

## وصلات خارجية
- أوليفييه بير على موقع الاتحاد الدولي للدراجات (الإنجليزية)
- أوليفييه بير على موقع أرشيف الدراجات (الإنجليزية)
- أوليفييه بير على موقع إحصائيات الدراجات الإحترافية (الإنجليزية)
- أوليفييه بير على موقع نسبة الدراجات (الإنجليزية)
- أوليفييه بير على موقع أوليمبيديا (الإنجليزية)